# Milan Bartovič
Milan Bartovič (ur. 9 kwietnia 1981 w Trenczynie) – słowacki hokeista, reprezentant Słowacji, olimpijczyk.

## Kariera
- HK Dukla Trenczyn U18 (1995-1997)
- HK Dukla Trenczyn U20 (1997-1999)
- Brandon Wheat Kings (1999-2001)
- Tri-City Americans (1999-2000)
- Rochester Americans (2001-2005)
- Buffalo Sabres (2002-2004)
- Norfolk Admirals (2005-2006)
- Chicago Blackhawks (2005-2006)
- Malmö Redhawks (2006-2007)
- ZSC (2007)
- Bílí tygři Liberec (2007-2010)
- Atłant Mytiszczi (2010-2011)
- Bílí tygři Liberec (2011-2012)
- Slovan Bratysława (2012-2016)
- Bílí tygři Liberec (2016-2017)
  -  HC Vítkovice (2017-2018)
- HK Dukla Trenczyn (2018-2020)

Wychowanek klubu HK Dukla Trenczyn. Kilkuletni zawodnik Bílí tygři Liberec, w styczniu 2011 podpisał kontrakt z klubem do 2013 roku. Jednak w maju 2012 został zawodnikiem Slovana Bratysława. Od połowy 2013 związany rocznym kontraktem. W styczniu 2014 przedłużył kontrakt ze Slovanem o trzy lata. Od czerwca 2016 ponownie zawodnik Bílí tygři Liberec, związany trzyletnim kontraktem. W listopadzie 2017 został wypożyczony do HC Vítkovice. W maju 2018 został zawodnikiem Dukli Trenczyn. W kwietniu 2019 przedłużył kontrakt, a po zakończeniu sezonu 2019/2020 zakończył karierę.
Uczestniczył w turniejach mistrzostw świata w 2004, 2006, 2009, 2010, 2012, 2015 oraz zimowych igrzysk olimpijskich 2014.

## Sukcesy
Reprezentacyjne
- Brązowy medal mistrzostw świata juniorów do lat 18: 1999
- Srebrny medal mistrzostw świata: 2012

Klubowe
- Mistrzostwo dywizji AHL: 2005 z Rochester Americans
- Norman R. „Bud” Poile Trophy: 2005 z Rochester Americans
- Srebrny medal mistrzostw Rosji: 2011 z Atłantem Mytiszczi
- Srebrny mistrzostw Czech: 2017 z Bílí tygři Liberec

Indywidualne
- Mistrzostwa świata do lat 18 w hokeju na lodzie mężczyzn 1999: skład gwiazd turnieju[11]
- European Trophy 2013: pierwsze miejsce w klasyfikacji strzelców całego cyklu: 8 goli
- KHL (2013/2014): Mecz Gwiazd KHL[12]